# مونتبوگنی
مونتبوگنی (به فرانسوی: Montbeugny) یک کمون در فرانسه است که در Canton of Neuilly-le-Réal واقع شده‌است.

## خصوصیات
مونتبوگنی ۳۲٫۶۵ کیلومترمربع مساحت و ۶۳۹ نفر جمعیت دارد و ۲۷۴ متر بالاتر از سطح دریا واقع شده‌است.